# Airport Simulator 2019
Airport Simulator 2019 là một trò chơi mô phỏng một người chơi, là một phần của series Airport Simulator. Nó được phát triển bởi Toplitz Productions và phát hành cho Microsoft Windows vào ngày 31 tháng 5 năm 2018 , phát hành với Xbox One và PlayStation 4 vào ngày 15 tháng 8 năm 2018. Trò chơi đưa người chơi trở thành người quản lý mới của một sân bay quốc tế lớn, với mục tiêu phát triển và mở rộng nó, tương tự như trò chơi Airport Tycoon.

## Trò chơi
Khi bắt đầu, người chơi có một nhà để xe gồm ba phương tiện sân bay là: xe buýt, người vận chuyển hành lý và xe tải chở nhiên liệu, với một số tiền. Với số lượng chuyến bay cố định mỗi ngày, công việc là lái một chiếc xe (có sự khác biệt giữa nhau như tốc độ và khả năng xử lý) trên toàn sân bay để đưa chúng lên máy bay. Ngày làm việc kết thúc khi tất cả các hành khách được vận chuyển. Từ đó, nhân viên sẽ lái xe sẽ làm việc cho mỗi chiếc xe có thể được thuê. Nhân viên và phương tiện (có thể bị hỏng, hoặc hết nhiên liệu) cả hai đều có thể được nâng cấp khi trò chơi tiếp diễn.